# Zilch-Kliffs
Die Zilch-Kliffs sind eine Reihe steiler Felsenkliffs im westantarktischen Marie-Byrd-Land. Sie markieren den östlichen Ausläufer der McDonald Heights.
Erste Luftaufnahmen entstanden bei der United States Antarctic Service Expedition (1939–1941). Der United States Geological Survey kartierte sie anhand eigener Vermessungen und Luftaufnahmen der United States Navy aus den Jahren von 1959 bis 1965. Das Advisory Committee on Antarctic Names benannte sie 1966 nach Lieutenant Commander Charles Herbert Zilch (* 1928), Leiter der meteorologischen Unterstützungseinheit bei der Operation Deep Freeze des Jahres 1966.